# Tuyên ngôn Oostende

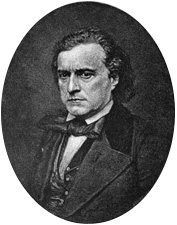
Pierre Soulé, người đứng sau Tuyên ngôn Oostende

Tuyên ngôn Oostende là một văn bản được viết vào năm 1854 diễn giải lý do Hoa Kỳ nên mua Cuba từ Tây Ban Nha, đồng thời ngụ ý rằng Hoa Kỳ nên tuyên chiến với Tây Ban Nha nếu nước này từ chối. Việc thôn tính hòn đảo từ lâu đã là mục tiêu của những kẻ bành trướng sở hữu nô lệ ở Hoa Kỳ. Ở cấp độ quốc gia, các nhà lãnh đạo Hoa Kỳ cảm thấy bằng lòng với việc Cuba nằm trong tay một Tây Ban Nha yếu ớt, miễn là hòn đảo này không rơi vào tay một cường quốc mạnh hơn như Anh hay Pháp. Tuyên ngôn Oostende đề xuất một sự thay đổi trong chính sách đối ngoại, biện minh cho việc sử dụng vũ lực chiếm lấy Cuba nhân danh an ninh quốc gia. Đây là kết quả của các cuộc tranh luận về chế độ nô lệ tại Hoa Kỳ, Vận mệnh hiển nhiên và Học thuyết Monroe, khi các chủ nô tìm kiếm các lãnh thổ mới để mở rộng chế độ nô lệ.
Dưới thời Tổng thống Franklin Pierce, một đảng viên Dân chủ ủng hộ miền Nam, những người theo chủ nghĩa bành trướng miền Nam đã kêu gọi mua Cuba như một bang nô lệ, nhưng làn sóng bạo lực bùng phát sau Đạo luật Kansas-Nebraska khiến chính quyền không biết phải tiến hành như thế nào. Theo gợi ý của Bộ trưởng Ngoại giao Hoa Kỳ William L. Marcy, các Đại sứ Hoa Kỳ ở châu Âu - Pierre Soulé ở Tây Ban Nha, James Buchanan ở Anh và John Y. Mason ở Pháp - đã gặp nhau để cùng thảo luận về chiến lược liên quan đến việc mua lại Cuba. Họ gặp mặt bí mật tại Oostende, Bỉ, và soạn một văn kiện ở Aachen, Vương quốc Phổ. Văn bản này được gửi tới Washington vào tháng 10 năm 1854, nêu rõ lý do tại sao mua Cuba sẽ có lợi cho cả hai bên và tuyên bố rằng Hoa Kỳ sẽ có lý do chính đáng cướp hòn đảo từ tay Tây Ban Nha nếu nước này từ chối bán. Tuy nhiên, Soulé đã khiến Marcy phải thất vọng khi không giữ kín về các cuộc gặp, tạo nên dư luận không mong muốn ở cả Châu Âu và Hoa Kỳ. Chính quyền Hoa Kỳ cuối cùng đã buộc phải công bố nội dung của văn kiện, gây ra thiệt hại không thể khắc phục.
Văn kiện được công bố theo yêu cầu của Hạ viện. Được mệnh danh là "Tuyên ngôn Oostende", văn bản này ngay lập tức bị lên án bởi các bang phía bắc và các nước châu Âu. Chính quyền Pierce đã gặp phải một trở ngại đáng kể, và bản tuyên ngôn này đã trở thành một lời kêu gọi, đoàn kết những người chống chế độ nô lệ miền Bắc. Câu hỏi về việc sáp nhập Cuba đã bị gạt sang một bên cho đến cuối thế kỷ 19, khi Hoa Kỳ ngày càng ủng hộ Cuba độc lập khỏi Tây Ban Nha.

## Bối cảnh lịch sử
Việc thôn tính Cuba, hòn đảo cách bờ biển Florida 90 dặm (140 km), đã được thảo luận trong nhiều nhiệm kỳ tổng thống. Tổng thống John Quincy Adams và Thomas Jefferson bày tỏ sự quan tâm lớn đến Cuba. Trong nhiệm kỳ Ngoại trưởng, Adams nhận xét rằng hòn đảo "đã trở thành một đối tượng có tầm quan trọng lớn đối với lợi ích thương mại và chính trị của Liên bang chúng ta". Sau này, ông mô tả Cuba và Puerto Rico là "phần phụ tự nhiên của lục địa Bắc Mỹ"—việc sáp nhập Cuba là "điều tất yếu cho sự liên tục và toàn vẹn của Liên bang". Với việc Đế quốc Tây Ban Nha suy yếu, Jefferson bắt đầu chính sách không chuyển nhượng, theo đó Hoa Kỳ tôn trọng chủ quyền của Tây Ban Nha, nhưng coi việc sáp nhập hòn đảo là không thể tránh khỏi. Mỹ chỉ đơn giản là muốn đảm bảo rằng một cường quốc mạnh hơn như Anh hoặc Pháp không kiểm soát Cuba.
Cuba có tầm quan trọng đặc biệt đối với những người Dân chủ miền Nam, những người tin rằng họ sẽ hưởng lợi về kinh tế và chính trị nếu kết nạp thêm một bang nô lệ khác vào Liên bang. Sự tồn tại của chế độ nô lệ ở Cuba, việc nền kinh tế của Cuba dựa vào đồn điền đường và vị trí địa lý của hòn đảo khiến nơi đây dễ bị ảnh hưởng từ miền Nam Hoa Kỳ; việc kết nạp hòn đảo vào Liên bang sẽ củng cố đáng kể vị thế của các chủ nô miền Nam, những người mà địa vị kinh tế đang bị đe dọa bởi những người theo chủ nghĩa bãi nô. Trong khi quá trinh di cư đến các trung tâm công nghiệp miền Bắc đã dẫn đến việc phe miền Bắc kiểm soát Hạ viện, các chính trị gia miền Nam tìm cách duy trì sự cán cân quyền lực tại Thượng viện, nơi mỗi bang đều có đại diện như nhau. Khi các bang phía Tây không có nô lệ được chấp nhận vào Liên bang, các chính trị gia miền Nam ngày muốn sáp nhập Cuba như một bang nô lệ tiếp theo. Nếu Cuba được gia nhập Liên bang với tư cách là một bang, hòn đảo này sẽ được cử hai thượng nghị sĩ và tối đa chín đại diện tới Hạ viện ở Washington.
Trong nội bộ đảng Dân chủ, cuộc tranh luận về sự mở rộng liên tục của Hoa Kỳ tập trung vào việc nên mở rộng nhanh như thế nào, hơn là việc có nên mở rộng hay không. Đến năm 1848, những người theo chủ nghĩa bành trướng cấp tiến và phong trào Young America nhanh chóng nhận được sự ủng hộ, và một cuộc tranh luận về việc có nên sáp nhập Yucatán của Mexico vào năm đó bao gồm cuộc thảo luận về Cuba. Ngay cả John C. Calhoun, một người được mô tả là không hoàn toàn ủng hộ chủ nghĩa bành trướng và mạnh mẽ phản đối việc can thiệp dựa trên cơ sở Học thuyết Monroe, cũng đồng tình rằng "hòn đảo này không nên nằm trong tay một số người là điều cần thiết đối với an ninh của Hoa Kỳ", nhiều khả năng ám chỉ Anh.
Vì một cuộc nổi dậy của Cuba, Tổng thống James K. Polk đã từ chối những thỉnh cầu từ John L. O'Sullivan và tuyên bố tin tưởng rằng bất kỳ việc mua bán nào cũng phải là một "hành động mua bán thân thiện". Theo lệnh của Polk, Bộ trưởng Ngoại giao Hoa Kỳ James Buchanan đã chuẩn bị một lời đề nghị trị giá 100 triệu USD, thế nhưng các quan chức Tây Ban Nha thà rằng hòn đảo chìm xuống biển còn hơn là nhìn thấy Cuba được chuyển giao cho bất kỳ ai. Chính quyền Whig của các tổng thống Zachary Taylor và Millard Fillmore đã không theo đuổi vấn đề này và có lập trường cứng rắn hơn chống lại những filibuster như Narciso Lopez người Venezuela, với quân đội liên bang ngăn chặn một số cuộc viễn chinh tới Cuba. Tuy nhiên, khi Franklin Pierce nhậm chức vào năm 1853, ông đã quyết tâm sáp nhập Cuba.

## Chính quyền Pierce
Trong bài phát biểu nhậm chức, Tổng thống Pierce tuyên bố, "Các chính sách của chính quyền của tôi sẽ không bị kiểm soát bởi bất kỳ linh tính hèn nhát nào về tội ác của sự bành trướng." Chế độ nô lệ không phải là mục tiêu đã nêu cũng như không được đề cập đến tên Cuba. Tuy nhiên, để kêu gọi sự ủng hộ từ các thành viên miền Nam trước chiến tranh trong đảng, Pierce chủ trương sáp nhập Cuba như một bang nô lệ. Để đạt được mục tiêu này, Pierce bổ nhiệm hàm ngoại giao ở châu Âu cho những người theo chủ nghĩa bành trướng, đặc biệt là cử Pierre Soulé, một người ủng hộ mạnh mẽ việc sáp nhập Cuba, làm Đại sứ ở Tây Ban Nha. Những người miền Bắc trong nội các là những doughface như Buchanan, người được bổ nhiệm làm Đại sứ ở Anh sau khi thất bại trong việc tranh cử tổng thống tại Đại hội đại biểu toàn quốc Đảng Dân chủ, và Bộ trưởng Bộ Ngoại giao William L. Marcy, người được bổ nhiệm để xoa dịu những "Old Fogies". Đây là thuật ngữ chỉ những người trong đảng ủng hộ việc mở rộng lãnh thổ chậm rãi, thận trọng.
Vào tháng 3 năm 1854, tàu Black Warrior dừng tại cảng La Habana, Cuba trên tuyến đường giao thương thường lệ từ New York đến Mobile, Alabama. Khi con tàu không xuất trình được bản lược khai hàng hoá, các quan chức Cuba đã tạm giữ con tàu, hàng hóa cũng như thủy thủ đoàn. Quốc hội xem đây là vi phạm quyền lợi của người Mỹ; Soulé đã đưa ra cho người Tây Ban Nha một tối hậu thư giả tạo, với mục đích duy nhất là gây căng thẳng trong mối quan hệ song phương, và ông đã bị cấm thảo luận về việc mua lại Cuba trong gần một năm. Trong khi vấn đề được giải quyết một cách hòa bình, sự kiện này đã thổi bùng lên ngọn lửa của chủ nghĩa bành trướng ở miền Nam.
Trong khi đó, học thuyết về Vận mệnh hiển nhiên ngày càng trở nên ít phổ biến ở miền Bắc. Trong khi vẫn còn một số người ở miền Bắc cho rằng Hoa Kỳ cần phải thống trị lục địa Bắc Mỹ, hầu hết đều phản đối việc sáp nhập Cuba, đặc biệt là với tư cách là một bang nô lệ. Một số filibuster do miền Nam hậu thuẫn, bao gồm Narciso López, đã thất bại liên tục từ năm 1849 đến năm 1851 trong việc lật đổ chính quyền thuộc địa bất chấp việc nhiều người dân Cuba muốn độc lập, và một loạt cải cách trên hòn đảo khiến nhiều người miền Nam e ngại rằng chế độ nô lệ sẽ bị bãi bỏ. Những người này tin rằng Cuba sẽ bị "Phi hóa", vì phần lớn dân số là nô lệ, tương tự như Haiti được thành lập bởi những người từng là nô lệ. Quan điểm rằng Hoa Kỳ xâm lược Cuba để ủng hộ chế độ nô lệ đã bị bác bỏ do tranh cãi về Đạo luật Kansas – Nebraska. Trong các cuộc thảo luận nội bộ, những người ủng hộ chiếm Cuba quyết định rằng việc mua lại hòn đảo hoặc can thiệp nhân danh an ninh quốc gia là giải pháp hợp lý nhất.

## Tuyên ngôn Oostende

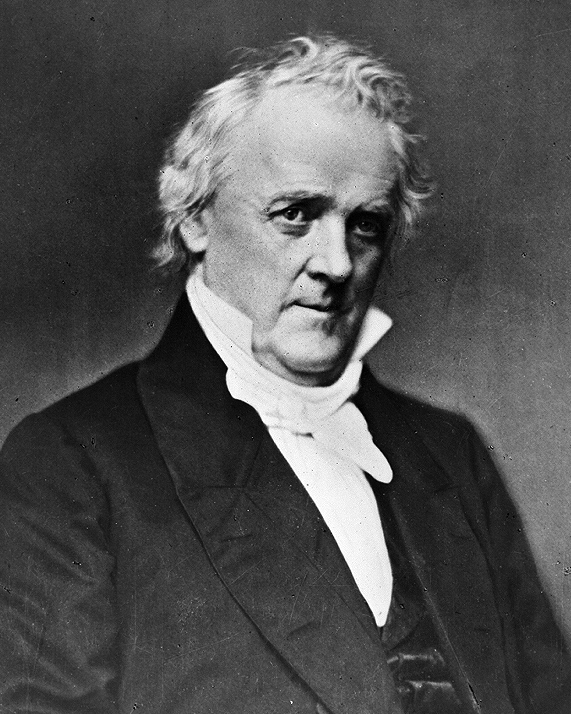
James Buchanan được cho là tác giả của Tuyên ngôn Oostende.

Marcy gợi ý rằng Soulé nên trao đổi với Buchanan và John Y. Mason, Đại sứ Hoa Kỳ ở Pháp, về chính sách của Hoa Kỳ đối với Cuba. Trước đó, Marcy đã viết cho Soulé rằng nếu không thể thương lượng được việc mua Cuba, thì "khi đó ông phải tập trung vào mục tiêu tiếp theo, đó là giải phóng hòn đảo đó khỏi sự thống trị của Tây Ban Nha và khỏi mọi sự phụ thuộc vào bất kỳ cường quốc châu Âu nào"—Soulé có thể đã điều chỉnh những từ này để phù hợp với động cơ thầm kín của riêng mình. Các tác giả David Potter and Lars Schoultz đều ghi nhận sự mơ hồ đáng kể trong phát ngôn khó hiểu của Marcy, và gợi ý rằng Marcy có thể đã đề cập đến nền độc lập của Cuba, nhưng thừa nhận rằng không thể biết được ý định thực sự của Marcy. Trong bất cứ trường hợp nào, Marcy cũng đã viết vào tháng 6 rằng chính quyền Hoa Kỳ đã từ bỏ ý định tuyên chiến với Tây Ban Nha vì Cuba. Nhưng Robert May đã viết: "các chỉ dẫn của cuộc gặp mặt quá mơ hồ, và kể từ sau sự cố Black Warrior, nhiều lá thư của Marcy gửi Soulé đều rất hiếu chiến, đến mức các đại sứ có thể đã hiểu sai ý định của chính phủ".
Sau một bất đồng nhỏ về địa điểm, ba nhà ngoại giao Mỹ đã gặp nhau tại Oostende, Bỉ, từ ngày 9 đến 11 tháng 10 năm 1854, và sau đó tạm nghỉ một tuần, đổi địa điểm đến Aachen, Phổ, chuẩn bị một bản báo cáo. Kết quả của cuộc gặp, sau này được gọi là Tuyên ngôn Oostende, tuyên bố rằng "Cuba cần thiết đối với cộng hòa Bắc Mỹ như bất kỳ thành viên nào hiện nay và Cuba đương nhiên thuộc về đại gia đình đó mà Liên bang là vườn ươm trời định".
Một trong những lý do nổi bật được nêu trong bản tuyên ngôn là lo ngại về một cuộc nổi dậy của nô lệ ở Cuba giống như Cách mạng Haiti (1791–1804) nếu Hoa Kỳ không can thiệp. Tuyên ngôn trên phản đối việc ngồi im không làm gì trước vấn đề Cuba, cảnh báo rằng:
| We should, however, be recreant to our duty, be unworthy of our gallant forefathers, and commit base treason against our posterity, should we permit Cuba to be Africanized and become a second St. Domingo (Haiti), with all its attendant horrors to the white race, and suffer the flames to extend to our own neighboring shores, seriously to endanger or actually to consume the fair fabric of our Union. | Nếu chúng ta cho phép Cuba bị Phi hóa, trở thành một St. Domingo (Haiti) thứ hai, với tất cả nỗi kinh hoàng đi kèm đối với người da trắng, để ngọn lửa vươn tới bờ biển của chính chúng ta, gây nguy hiểm nghiêm trọng hoặc thực sự nuốt chửng cơ cấu tuyệt đẹp của liên bang, thì chúng ta đã hèn nhát, không tuân theo bổn phận của mình, không xứng đáng với những bậc tổ tiên anh dũng và phạm tội phản quốc ti tiện đáng trách đối với con cháu của chúng ta. |
| | |

Nỗi sợ hãi sắc tộc, chủ yếu lan truyền bởi Tây Ban Nha, gây ra căng thẳng và lo lắng ở Hoa Kỳ về một cuộc nổi dậy tiêm tàng của người da đen ở Cuba có thể lan đến miền nam Hoa Kỳ. Bản tuyên ngôn tuyên bố rằng Hoa Kỳ sẽ có lý do chính đáng để cướp Cuba từ tay Tây Ban Nha nếu nước này từ chối bán.
Soulé là cựu Thượng nghị sĩ từ Louisiana và là thành viên của phong trào Young America, những người tìm cách gia tăng ảnh hưởng của Hoa Kỳ ở Caribe và Trung Mỹ. Ông được coi là kiến trúc sư chính của các chính sách trong Tuyên ngôn Oostende. Trong khi đó, Buchanan, một người dày dạn kinh nghiệm và thận trọng, được cho là đã viết Tuyên ngôn Oostende và tiết chế giọng điệu hung hăng của Soulé. Soulé ủng hộ việc mở rộng ảnh hưởng của phe miền nam ra khỏi Liên bang hiện tại. Niềm tin vào Vận mệnh hiển nhiên khiến ông dự đoán rằng Hoa Kỳ sẽ sáp nhập toàn bộ lục địa Bắc Mỹ và các hòn đảo xung quanh. Nguồn gốc Virginia của Mason khiến ông dễ chấp nhận các quan điểm trong tuyên ngôn, nhưng sau đó ông bày tỏ hối hận về điều này. Bất chấp khuynh hướng bành trướng của Buchanan, động cơ chính xác của ông vẫn chưa rõ ràng, nhưng một số người tin rằng Buchanan bị cám dỗ bởi viễn cảnh mình làm tổng thống, một điều trở thành sự thực vào năm 1856. Một nhà sử học đã kết luận vào năm 1893: "Khi xem xét các đặc điểm của ba người, chúng ta không thể không kết luận rằng Soulé, như ông sau này đã ám chỉ, lôi kéo các đồng nghiệp của mình vào việc này."
Tuy nhiên, Soulé đã khiến Marcy phải thất vọng khi không giữ kín về các cuộc gặp. Báo chí ở cả châu Âu và Mỹ đều biết rõ về việc này, nếu không muốn nói là kết quả của các cuộc gặp, nhưng họ có nhiều thứ phải để tâm hơn như chiến tranh và bầu cử giữa kỳ. Đảng Dân chủ trở thành thiểu số trong Quốc hội Hoa Kỳ, và các bài xã luận tiếp tục chế nhạo chính quyền Pierce vì tính bí mật của các cuộc gặp. Ít nhất một tờ báo, New York Herald, đã đăng cái mà Brown gọi là "những báo cáo gần với sự thật về các quyết định ở Oostende đến nỗi Tổng thống sợ rằng chúng dựa trên những rò rỉ, vì thực tế là điều đó có thể đã xảy ra". Pierce lo sợ những hậu quả chính trị khi xác nhận những tin đồn này, và ông đã không thừa nhận điều đó trong Thông điệp Liên bang vào cuối năm 1854. Phe đối lập ở Hạ viện đã yêu cầu công khai Tuyên ngôn Oostende, và tài liệu này đã được công bố trong 4 tháng sau khi được soạn thảo.

## Hệ quả

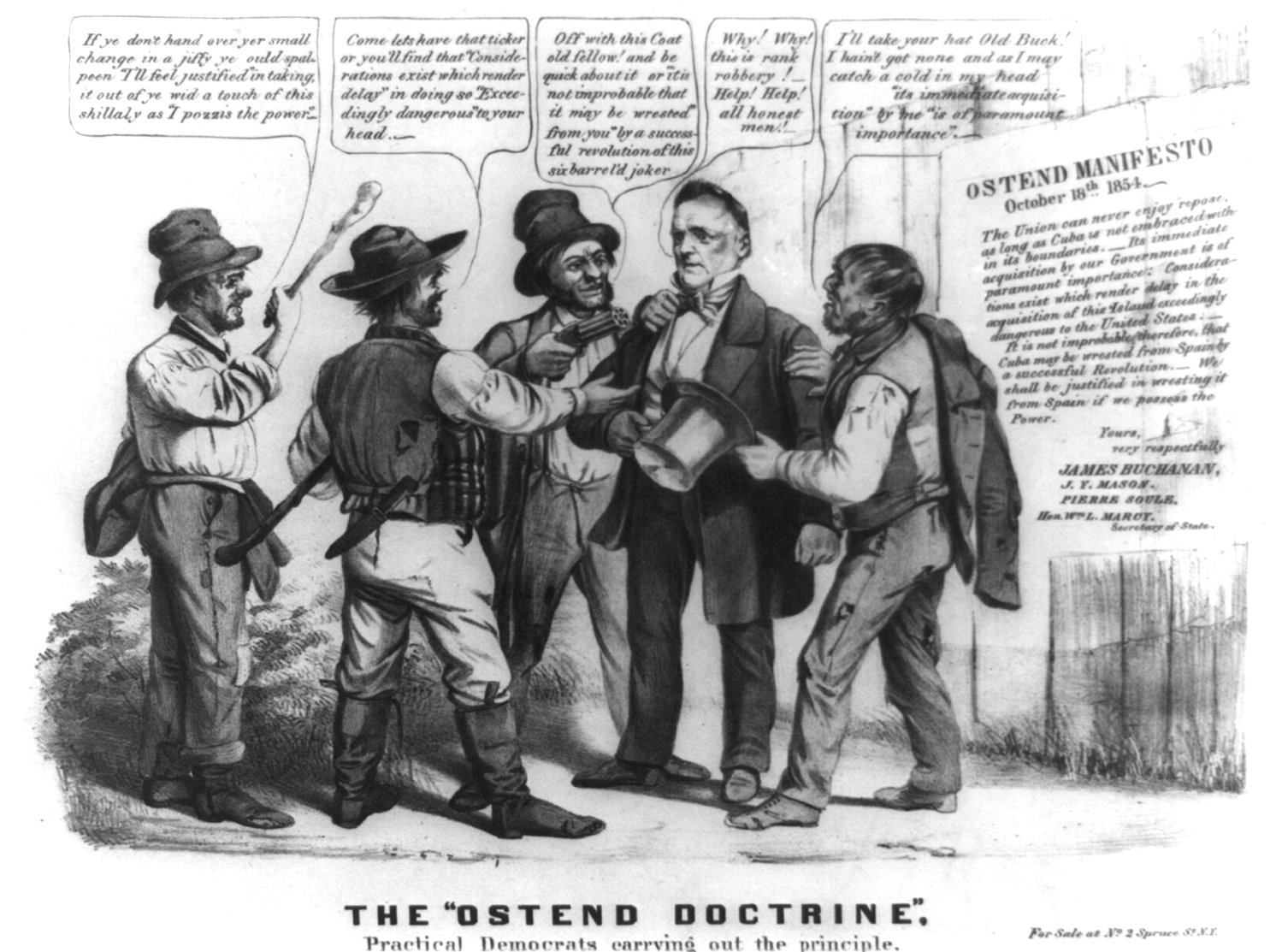
Một tranh biếm họa chính trị mô tả James Buchanan bị bao vây bởi những kẻ lưu manh, sử dụng các trích dẫn từ Tuyên ngôn Oostende để biện minh cho hành vi ăn cướp. Chú thích bên dưới ghi "Học thuyết Oostende".

Khi văn kiện trên được công bố, người miền Bắc cảm thấy bị xúc phạm bởi những gì họ cho là nỗ lực của phe miền Nam nhằm mở rộng chế độ nô lệ. Các thành viên Đảng Đất Tự do, vốn vẫn còn hậm hực bởi việc củng cố Đạo Luật Nô lệ chạy trốn (được thông qua như một phần của Thỏa hiệp năm 1850, yêu cầu quan chức của các bang không nô lệ hợp tác trong việc trao trả nô lệ), cáo buộc đây là hành vi vi hiến, như Horace Greeley của New York Tribune đã gọi "Tuyên ngôn của Những kẻ cướp." Trong suốt thời kỳ Kansas đổ máu, khi những người ủng hộ và phản đối chế độ nô lệ chiến đấu tranh giành quyền kiểm soát, Tuyên ngôn Oostende đã trở thành một lời kêu gọi, đoàn kết những người phản đối chế độ nô lệ. Vụ việc này cũng là một trong những nguyên nhân dẫn đến sự thành lập Đảng Cộng hòa, và bản tuyên ngôn đã bị chỉ trích trong cương lĩnh đầu tiên của Đảng này vào năm 1856 là tuân theo triết lý "ai mạnh thì đúng" ("might makes right") của những kẻ cướp đường. Phong trào đòi thôn tính Cuba không hoàn toàn kết thúc cho đến sau Nội chiến Hoa Kỳ.
Chính quyền Pierce đã bị ảnh hưởng nặng nề bởi vụ việc này. Pierce vốn rất luôn có thiện cảm với lý tưởng của phe miền Nam, và tranh cãi về Tuyên ngôn Oostende đã góp phần khiến Đảng Dân chủ tan rã. Trên bình diện quốc tế, sự việc này được coi là mối đe dọa đối với Tây Ban Nha cũng như các đế quốc châu Âu và nhanh chóng bị lên bởi chính quyền ở Madrid, London và Paris. Để duy trì quan hệ thuận lợi với các quốc gia này, Soulé được lệnh ngừng thảo luận về vấn đề Cuba và ông nhanh chóng từ chức. Phản ứng dữ dội từ Tuyên ngôn Oostende khiến Pierce từ bỏ kế hoạch bành trướng. Đây đã được mô tả là một phần của một loạt "những cuộc xung đột vô cớ ... gây ra thiệt hại nhiều hơn lợi ích" chỉ vì ý định duy trì thể chế nô của phe miền Nam.
James Buchanan dễ dàng được bầu làm Tổng thống vào năm 1856. Mặc dù ông vẫn quyết tâm sáp nhập Cuba, điều này đã bị cản trở bởi sự phản đối quần chúng và xung đột phe phái ngày càng tăng. Mãi cho đến ba mươi năm sau cuộc Nội chiến, cái gọi là câu hỏi Cuba mới được công chúng chú ý trở lại.

## Trích dẫn
1. ↑  Hershey (1896), p. 75.
2. ↑  Schoultz (1998), p. 48.
3. ↑  Schoultz (1998), p. 58.
4. ↑  May (1973), pp. 17–19.
5. ↑  May (1972), pp. 46–60.
6. ↑  Henderson (1939), p. 373.
7. ↑  May (1973), pp. 10–12.
8. 1 2 3  Schoultz (1998), pp. 49–51, 56.
9. ↑  Schoultz (1998), pp. 40–41.
10. ↑  May (1973), p. 17.
11. ↑  Brown (1980), pp. 21–28.
12. ↑  Bemis (1965), p. 314.
13. ↑  Bemis (1965), pp. 303, 313–314.
14. 1 2  Bemis (1965), pp. 309–320.
15. 1 2  Potter (1967), pp. 184–188.
16. ↑  Brown (1980), p. 124.
17. ↑  Schoultz (1998), pp. 50–53.
18. ↑  Bemis (1965), pp. 309–310.
19. ↑  May (1973), pp. 56–62.
20. 1 2  Potter (1967), pp. 188–189; Schoultz (1998), pp. 49–51.
21. ↑  Bemis (1965), p. 317.
22. ↑  May (1973), p. 69.
23. ↑  Rhodes (1893), pp. 38–39.
24. 1 2  Potter (1967), p. 190.
25. ↑  "Providentialism". Từ điển Lexico, Oxford. Bản gốc lưu trữ ngày 16 tháng 3 năm 2022. Truy cập ngày 16 tháng 3 năm 2022.
26. ↑  Guyatt, Nicholas (ngày 23 tháng 7 năm 2007). Providence and the Invention of the United States, 1607–1876 (bằng tiếng Anh). Cambridge University Press. ISBN 9781139466288.
27. ↑  Smith (1996), p. 26
28. ↑  Toàn văn Tuyên ngôn Oostende trên en.wikisource
29. ↑  Andrews, George Reid (tháng 6 năm 2004). Afro-Latin America, 1800–2000. Cary, North Carolina: Oxford University Press, USA. tr. 113. ISBN 978-0-19-515232-6.
30. ↑  May (1973), pp. 57–59.
31. ↑  Moore (1955), p. 206.
32. ↑  Moore (1955), p. 209.
33. 1 2  Rhodes (1893), p. 40.
34. ↑  May (1973), pp. 61–79.
35. 1 2  Rhodes (1893), p. 38.
36. ↑  Brown (1980), pp. 141–142.
37. ↑  Brown (1980), pp. 255–256.
38. ↑  Brown (1980), p. 141.
39. ↑  Schoultz (1998), pp. 54–58.
40. ↑  May (1973), p. 223.
41. ↑  Potter (1967), p. 195.
42. ↑  Potter (1967), p. 224.
43. ↑  May (1973), pp. 163–189.